# اورژانس جراحی
اورژانس جراحی (انگلیسی: Surgical emergency) یک فوریت پزشکی است که تنها راهِ درمانِ موفقیت‌آمیز آن، مداخلهٔ فوری جراحی است.
هر یک از بیماری‌های ذیل، «اورژانس جراحی» محسوب می‌شوند:
- ترومای حاد

 قلب-ریه
- تامپوناد قلبی
- انسداد حاد راه‌های هوایی
- نوموتوراکس

گوارش
- آپاندیسیت حاد
- انسداد روده
- پرفوراسیون (سوراخ‌شدگی) گوارشی
- ولولوس روده
- ایسکمی حاد مِزانتر
- پریتونیت
- سوراخ‌شدگی دیوارهٔ روده

 ادراری-تناسلی
- پیچش بیضه
- احتباس ادرار
- پارافیموزیس
- پریاپیسم

 زنان و زایمان
- حاملگی خارج‌رحمی پاره‌شده
- سقط جنین

 چشم/مغز و اعصاب
- خونریزی حاد زیر سخت‌شامه (ساب‌دورال)
- جداشدگی شبکیه
- دیسکسیون آئورت
- خونریزی داخلی
- ایسکمی اندام

 عروق
- آنوریسم آئورت